# Acrosathe singularis
Acrosathe singularis är en tvåvingeart som beskrevs av Yang 2002. Acrosathe singularis ingår i släktet Acrosathe och familjen stilettflugor. Inga underarter finns listade i Catalogue of Life.